# Wyatt Russell
Wyatt Russell (Los Angeles, 10 de julho de 1986) é um ator e ex-jogador de hóquei no gelo estadunidense.

## Biografia
Russell nasceu em Los Angeles em 10 de julho de 1986. É filho de Kurt Russell e Goldie Hawn. Ele é descendente de alemão, inglês, escocês, irlandês, russo e judeu húngaro (de sua avó materna). Ele jogou em inúmeros times amadores e profissionais de hóquei, por exemplo, Richmond Sockeyes, Langley Hornets, Coquitlam Express, Chicago Steel e Brampton Capitals, entretanto dedicou-se à carreira cinematográfica.

## Filmografia

### Filmes
| Ano  | Título                               | Papel                          | Notas          |
| ---- | ------------------------------------ | ------------------------------ | -------------- |
| 1987 | Overboard                            | Bebê no campo de golfe         | Não creditado  |
| 1996 | Escape from L.A.                     | Órfão                          | Não creditado  |
| 1998 | Soldier                              | Todd (11 anos)                 |                |
| 2006 | The Last Supper                      | Doubting Thomas                | Curta-metragem |
| 2010 | High School                          | Drug PSA Stoned Teenager       |                |
| 2011 | Goon                                 | Anders Cain                    |                |
| 2011 | Cowboys & Aliens                     | Mickey                         |                |
| 2012 | This Is 40                           | Flirty Hockey Player           |                |
| 2013 | We Are What We Are                   | Deputado Anders                |                |
| 2013 | Love and Honor                       | Topher Lincoln                 |                |
| 2014 | 22 Jump Street                       | Zook                           |                |
| 2014 | Cold in July                         | Freddy                         |                |
| 2014 | At the Devil's Door                  | Sam                            |                |
| 2015 | Prisoner                             | Will                           | Curta-metragem |
| 2016 | Everybody Wants Some!!               | Charlie Willoughby             |                |
| 2016 | Folk Hero & Funny Guy                | Jason                          |                |
| 2017 | Ingrid Goes West                     | Ezra O'Keefe                   |                |
| 2017 | Table 19                             | Teddy                          |                |
| 2017 | Goon: Last of the Enforcers          | Anders Cain                    |                |
| 2017 | Shimmer Lake                         | Ed Burton                      |                |
| 2018 | Blaze                                | Glyn                           |                |
| 2018 | Overlord                             | Ford                           |                |
| 2021 | The Woman in the Window              | David Winters                  |                |
| 2024 | Night Swim                           | Ray Waller                     |                |
| 2025 | You're Cordially Invited             | Apresentador do Masked Dancer  |                |
| 2025 | Thunderbolts*                        | John Walker / Agente Americano |                |
| 2026 | Avengers: Doomsday                   | John Walker / Agente Americano | Filmando       |
| 2026 | Filme sem título de Steven Spielberg | TBA                            | Filmando       |

### Televisão
| Ano       | Título                            | Papel             | Notas                       |
| --------- | --------------------------------- | ----------------- | --------------------------- |
| 2010      | Law & Order: Los Angeles          | Sam Loomis        | Episódio: "Hollywood"       |
| 2013      | Arrested Development              | Oakwood           | Episódio: "Colony Collapse" |
| 2013      | The Walking Dead: The Oath        | Paul              | Websérie                    |
| 2016      | Black Mirror                      | Cooper            | Episódio: "Playtest"        |
| 2018–2019 | Lodge 49                          | Sean "Dud" Dudley | 20 episódios                |
| 2020      | The Good Lord Bird                | J. E. B. Stuart   | Série limitada; 8 episódios |
| 2021      | The Falcon and the Winter Soldier | John Walker       | Série limitada; 6 episódios |